# Occupazione ungherese di Vidin
L'occupazione ungherese di Vidin fu un periodo nella storia della città e della regione di Vidin (in ungherese Bodony), oggi nella Bulgaria nordoccidentale, quando si chiamava Banato di Bulgaria sotto il dominio del re Luigi I d'Ungheria dal 1365 al 1369.

## Breve guerra

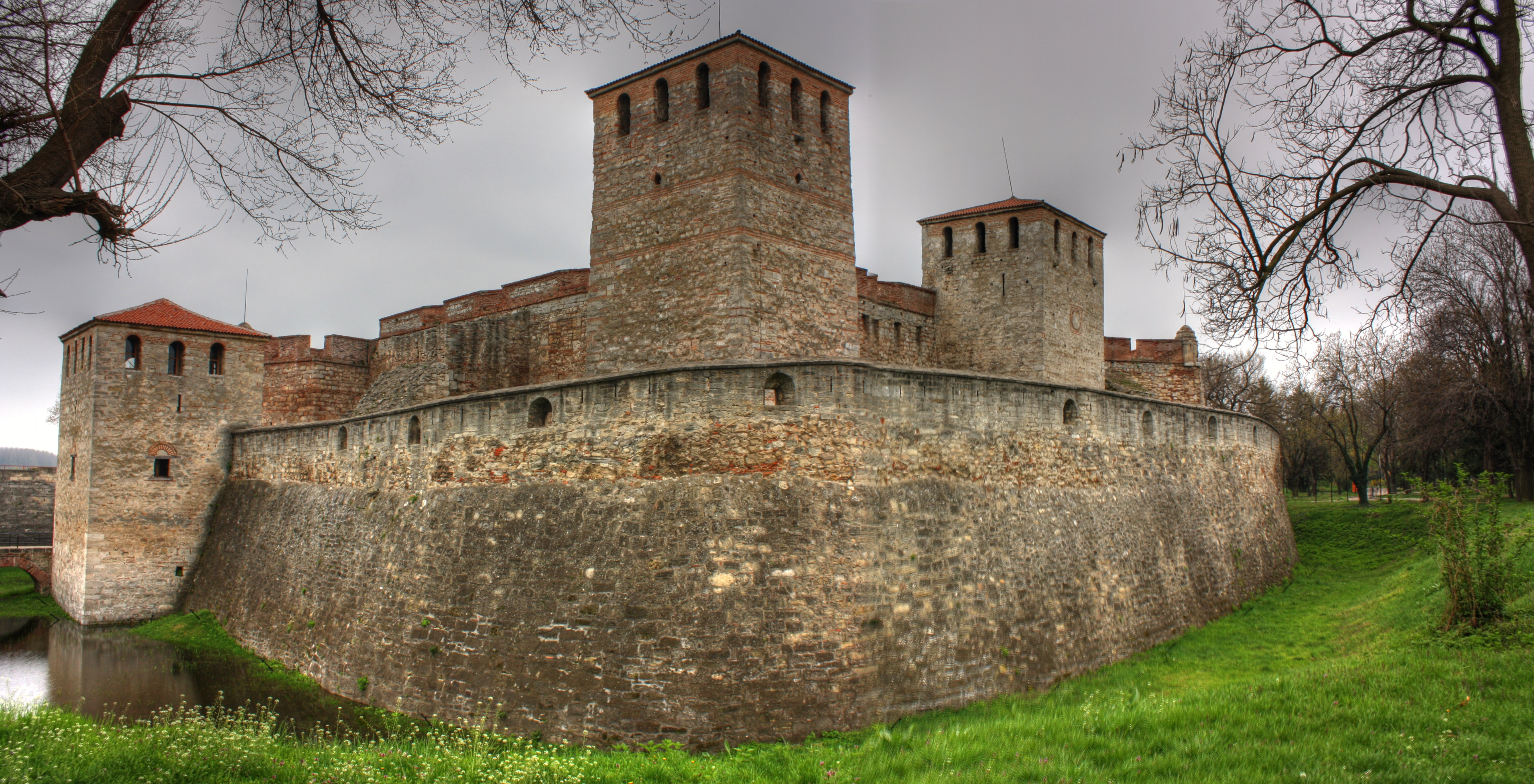
Baba Vida, la fortezza medievale di Vidin.

Prima del 1359-1360, l'ex erede della corona bulgara Ivan Sratsimir si era affermato come sovrano di Vidin, appannaggio del Secondo Impero bulgaro che aveva trasformato in un'entità ampiamente indipendente. All'inizio del 1365 Luigi I d'Ungheria, che come i suoi predecessori si definiva "re di Bulgaria" (rex Bulgariae) tra gli altri titoli, chiese a Ivan Sratsimir di riconoscere la sua sovranità e diventare suo vassallo. Dopo il rifiuto di Sratsimir, il re ungherese intraprese una campagna per conquistare il Regno di Vidin. Il 1º maggio 1365 partì dall'Ungheria, raggiunse Vidin il 30 maggio e conquistò la città il 2 giugno, dopo un breve assedio.
Gli ungheresi catturarono Ivan Sratsimir e la sua famiglia e li imprigionarono nella fortezza di Humnik a Bosiljevo, in Croazia. Poco dopo, gli ungheresi si impossessarono dell'intera terra dello zar di Vidin (nota come Bodony in ungherese) e la trasformarono in una provincia del Regno d'Ungheria governata da un bano. Inizialmente l'area fu governata da Peter Himfi, conte di Pozsony, e poi da Denis Lackfi, designato "voivoda della Transilvania, governatore di Vidin e sovrano dei comitati di Temes e Szolnok".

## Dominio ungherese a Vidin
Dopo aver stabilito il loro dominio amministrativo, gli ungheresi procedettero a convertire la popolazione ortodossa bulgara locale al cattolicesimo con l'assistenza dei frati francescani. Nonostante la sua breve durata, questa fu una delle prime diocesi missionarie ungheresi. Secondo i dati ungheresi, i francescani convertirono 200.000 persone, ovvero un terzo della popolazione della regione; sebbene la cifra sia considerata grossolanamente sopravvalutata e irrealistica, tra i convertiti c'erano certamente Ivan Sratsimir e la sua famiglia reale. Quell'intolleranza religiosa si rifletteva nell'atteggiamento negativo popolare nei confronti del dominio ungherese, attestato in una nota marginale in un libro religioso ortodosso dell'epoca: "Questo libro è stato scritto dal peccatore e poco intelligente Dragan insieme a suo fratello Rayko nei giorni in cui gli Ungheresi governavano Vidin ed era un grande dolore per la gente in quel momento".
Il padre di Ivan Sratsimir, lo zar Ivan Alessandro, sovrano della Bulgaria a Tărnovo, non riuscì a fare nulla per fermare l'invasione ungherese e la cattura di suo figlio. Diversi anni dopo, tuttavia, approfittò della detenzione dell'imperatore bizantino Giovanni V Paleologo a Vidin e della campagna del conte di Savoia Amedeo VI sulla costa bulgara del Mar Nero per organizzare una coalizione ortodossa e salvare Vidin. Per aderire all'alleanza, Ivan Alessandro offrì all'imperatore bizantino i porti del Mar Nero a sud di Nesebăr (Messembria); in cambio, però, Giovanni V doveva pagare 180.000 fiorini a Vladislav I Vlaicu, voivoda di Valacchia. Il voivoda valacco, in cambio, avrebbe sequestrato Vidin e l'avrebbe ceduta a Ivan Alessandro.

## Fine del banato
Nel 1369 l'occupazione ungherese di Vidin terminò. Sebbene la campagna iniziale non ebbe del tutto successo perché gli ungheresi ripresero la città, i successivi negoziati tra il Regno d'Ungheria e gli alleati di Ivan Alessandro, Vladislav I Vlaicu e Dobrotitsa, il despota del semi-indipendente Principato di Dobrugia di Karvuna, portarono alla ritorno della città al possesso bulgaro.  Si pensa che Ivan Sratsimir sia stato reinstallato come sovrano della regione nell'autunno del 1369.

## Elenco dei Bani
| Periodo   | In carica        | Note | Fonte       |
| --------- | ---------------- | --- | ----------- |
| 1365-1366 | Emeric Lackfi    | Capitano di Vidin; anche Maestro di stalla (1359–1367), castellano dei castelli di Miháld e Karánsebes (1365-1366)                                                 | [ 6 ] [ 7 ] |
| 1365-1366 | Denis Lackfi     | Capitano di Vidin; anche Voivode di Transilvania (1359–1367) e ispán del comitatodi Temes (1365–1367)                                                              | [ 6 ] [ 8 ] |
| 1366-1369 | Benedetto Himfi  | Insieme a Ladislaus Kórógyi (1366–1368); anche ispán di Temes (1366–1369), comitati di Krassó e Keve (1366–1367). Il suo vice era suo fratello minore, Peter Himfi | [ 6 ] [ 9 ] |
| 1366-1368 | Ladislao Kórógyi | Insieme a Benedict Himfi (1366-1369) | [ 9 ]       |